# 泉蔵院 (小平市)
泉蔵院（せんぞういん）は、東京都小平市にある天台宗の寺院。

## 歴史
創建年代は不明である。当初は現在の青梅市にある報恩寺の塔頭であった。
当地は、かつて「大沼田新田」と呼ばれており、新田開発のときから寺院創建を希望していた。しかし当時の幕府は寺院創建を制限していたことから、「青梅の泉蔵院の移転」という体裁で、1744年（延享元年）に創建したという。
現在の本堂は1981年（昭和56年）に改築されたものである。この頃に、鐘楼や多宝塔が新築されている。多宝塔がある場所は、かつて経塚があり、発掘調査したところ、経箱と経巻の軸の破片が出土している。それを記念して造立したものである。

## 交通アクセス
- 路線バス昭和病院前停留所より徒歩13分。